# Лоуган (окръг, Небраска)
Вижте пояснителната страница за други значения на Лоуган.
Окръг Лоуган (на английски: Logan County) е окръг в щата Небраска, Съединени американски щати. Площта му е 1479 km², а населението - 774 души (2000). Административен център е град Стейпълтън.